# Crisia micra
Crisia micra är en mossdjursart som beskrevs av Ernst Marcus 1955. Crisia micra ingår i släktet Crisia och familjen Crisiidae. Inga underarter finns listade i Catalogue of Life.